# اندیس قلعه کهنه
قلعه کهنه یک اندیس فلزی است که در حوالی شهر چاپان استان کردستان قرار دارد و مادهٔ معدنی موجود در آن، طلا است.  در این اندیس، پاراژنز‌های منیتیت یافت می‌شوند.